# Лапчани (рід)
Лапчани (хорв. Lapčani, нім. Lappatten, Lapitz, лат. de genere Lapxanorum, Lapzanorum, Lapzanorum de Charino, Lapçanorum, Lapcanin, Lapçane, Lapchane, Lapuch, Lapach, Lapech, Lapcinich) — один із дванадцяти шляхетних родів Королівства Хорватія, згаданих у Pacta conventa. Їхня резиденція була в місті Лапац у колишній Луцькій жупанії, Далмація. Їх шляхетські права були підтверджені в другій половині ХІІІ століття, доки не були закріпачені. У XIV столітті розгалужений рід Кариняни з місцем у Карині, ім'я якого з часом стане більш домінуючим, ніж ім'я Лапчан. Родовий герб описаний у XV столітті та об'єднаний із гербом родини Куряковичів у середині XVII століття, став використовуватися австрійсько-баварським шляхетським родом Зінцендорфів.

## Етимологія
Етимологія назви родини невідома, можливо, вона походить від топоніма Лапач, а оригінальне родове походження давно забуте. Бранімир Гушич намагався пов'язати це з річкою Лаба, звідки нібито емігрували білі хорвати.

## Герб

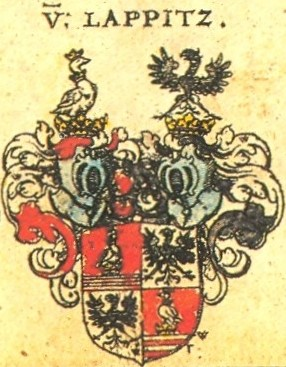
Спільний герб Лапчан (праворуч) і Куряковичів (ліворуч), із Гербовника Зібмахера 1605 року.

Герб Лапчан був спочатку згаданий і описаний у німецько-швейцарських гербах кінця XV століття, у Гербовнику Йорга Ругена за 1493—1499 рр. та Санкт-Галлен-Хаггенберга Ульріха Реша (1426—1491), абата Сент-Галла, герб на кордоні Німеччини та Швейцарії намалював Ганс Хаґенберг у 1490-х роках. У них згадується як die krabatten або crawatt von Lapitz або Lapatten, що означає «лапчанські хорвати». За ними, на гербі був «натуральний сірий і висхідний» орел, описаний як «орел найсан» або «сокіл, що піднімається», «без фігури в клейноді». Ці характеристики як символ походження можна знайти в гербах молодших шляхетських родів Боболичів, Чегелів, Добречичів, Оршичів і Утєшеничів.
Завдяки цим шлюбним стосункам герб Лапчан і Куряковичів по жіночій лінії став частиною австрійсько-баварського шляхетського роду Зінцендорфів. Це сталося шляхом одруження Івана Лапчанина та Клари Торкват Курякович, сестри Івана Карловича, чия донька Амалія де Лапіц вийшла заміж за шляхетську родину Траутмансдорфів, чия онука Сусанна вийшла заміж за Пілграма II фон Зінцендорфа. За часів правнука Георга Людвіга фон Зінцендорфа (1616—1681), за указом Фердинанда III, імператора Священної Римської імперії 1648 року, герб Лапчан і родини Куряковичів було офіційно об'єднано і в основному в такому вигляді використовувався у сім'ї Зінцендорфів на багатьох портретах, гравюрах, монетах.

## Історія
Вважається, що цей рід походить з Лапака в колишній Луцькій жупанії регіону Далмація, з яким також пов'язані укріплене місто Лапац, Лапацька жупа і Лапачко поле («Лапацьке поле») в регіоні Ліка. Як частина подвійної економіки, що складається з відгонного пасовищного господарства та середземноморського сільського господарства, другий Лапак, ймовірно, був літнім маєтком роду.
Вважається, що першим відомим членом родує Вніха Лапчан (Vunycha, Vonycha, Vnicha, Vnyche de Lapuc), який одружився з хорватською принцесою Клаудою, дочкою короля Дмитара Звонимира (1075—1089). За цей шлюб він нібито отримав маєтки в Каріні, Далмація. Історія записана в XIV столітті, але вважається, що вона має історичну достовірність. Іншим можливим раннім предком роду є жупан Мартін із Каріньяна та Лапчана, один із дванадцяти шляхтичів, згаданих у Pacta conventa (1102 р.), які вели переговори з Коломаном, королем Угорщини. Старіші історики пов'язували його з Мартіном Лапчановичем, який нібито в 1105 році отримав від короля Коломана Цетинську жупанію.
Певна згадка про рід датується серединою ХІІ століття, зокрема, 1166 роком, коли записані Станче Петров і Берінья Чрнотін як свідки про церкву Св. Хрисогона із Задара та поселення Каменяне. Через судову суперечку з церквою та спадок діда Станче Припко, у 1181 році отримав у спадщину село Кокічане. У 1183 році члени роду будували церкву Св. Іоанна Хрестителя в Лапаці. З першої половини ХІІІ століття фіксується постійна суперечка з церквою св. Хрисогона з Задара щодо права власності на село Кокічане, яке в 1239 році венеційський князь Задара передав Церкві, але не підтвердив Людовик I Угорський в 1360 році.
У 1258 році Богдан і Станіслав з Грелінь, а також Стіпан і Радован з Богдослава за службу князеві Ладиславу Гусичу з Крбави отримали село Гоміляне в колишній Бужанської жупанії (розташоване в центрально-південній Ліці). У 1263 році шляхтича з Лапака було звинувачено у порушенні свободи підданих королівського форту, але їх захистив при дворі бан Славонії, Роланд I Ратот, через їхню лояльність, заселення прикордонних територій та їх низьку кількість. Він завершився підтвердженням їхніх шляхетських прав королем Угорщини Белою IV. У 1294 році Грубан зі Стіпана продав деякі землі біля Уни. У районі Дрежницької жупанії вони були васалами родини Бабоничів, з останньою згадкою в 1292 р. У 1322 р. король Карл I підтвердив королівський документ 1263 р. і надав представникам племені Петару Гірузлову, Міховілу Геліну та Стойко навіть більше привілеїв і прав, які будуть підтверджені наступними королями. У 1334 році шляхтичами з родини Куряковичів (гілка Гусичів) було підтверджено маєток Грабровник у Лапацькому полі Вуку Гемову та братам Юрко та Хему з Хеміна. У глибинці Задара з 1361 року були записані як свідки суперечки про Кокічане, купівлі землі в тому ж селі та Бутінці, як громадяни Задара тощо.
У XIV столітті члени Лапчани та Каріняни здебільшого знаходилися в жупанії Лука, зокрема Добруча Вас, Могорова Дубрава, Долчани, Драгіне, Лемешево Грашче та Карін а також Драгінічі, Снояці, Поднадін (Дубчане), Віторищина, Бутінці), Полачі, Моклама, Тихліч, Ягодно, Меляча, Качина Горіца, Подбріжане, Вісочане, Мурвіца, Сонкович, Тополє, Слано, Вукшич, Блато, Карлі, Борліч. Деякі переїхали до міста Задар і стали його громадянами. Передбачається, що воно було тісно пов'язане з родиною Качичів, оскільки в 1355 році в Поднадіні згадується Lapčić de genere Cachichorum. Деякі гілки емігрували до Уни — колишньої жупанії Псет, остання згадка в 1447 році та 1490 році в Бужані. У глибинці Задар востаннє згадується в 1460 році. Під час завоювання Османської імперії їхні далматинські території були покинуті.
За словами В'єкослава Клаїча, сім'ї XV століття, які походять від них: Балдачич, Боричевич, Божилович, Чибудинич, Чулич, Гргурич, Хрватин, Хваокович, Карлович, Кенлич, Крчелич, Лапич, Лівач, Лучич, Мечар, Мрмонич, Муртілич, Нашманич, Рачечевич, Раткович, Силич, Станичкович, Старицький, Стрижич, Тулавчич, Утішенич і Войславич, які жили в селах Стрижице, Блізане, Бргуд, Дріхово, Главаце, Добрічевіче та Коньшчане, а також у передмісті фортець Рмань (Конуба), Островиця і Лапак. До початку XVI століття нащадки Лапчан з Гоміляне поширилися поблизу Васки та розгалужувалися до багатьох родин, у тому числі Добречич, Ярич, Кулич, Рошкович, Будісавлєвич, Яндрій, Тунко, Кралич, Крзнарич, Мавар і Лучкович, згадані в 1501 і 1508 роках. Крім того, від родини Лапчан нібито походять знатні родини Оршич і Утьєшинович.

### Відомі представники

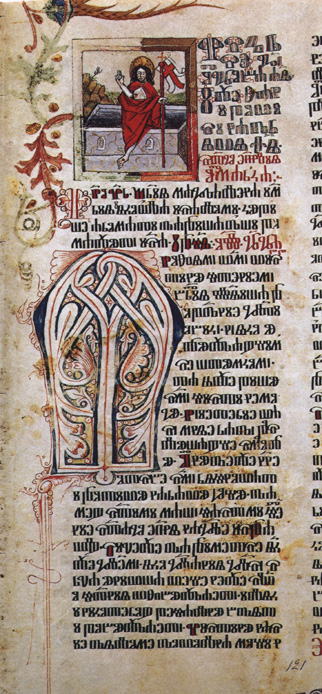
Сторінка Другого Новлянського Бревіяра священика Мартинаца з 15 століття.

- Священик Мартинац, хорватський глаголичний писар із Гробника, каліграф і ілюмінатор XV століття. Вважається основоположником хорватської патріотичної поезії.

## Карінджанська гілка
Хоча вже в XI столітті гілка могла сформуватися, вони чітко диференціюються в середині XIV століття. У документі 1350 року з Врани згадуються Іван, син Дісоє, Яків з Гргура та Стіпан з Мрдеші, які всі походили з Каріна. Роком пізніше в хорватському шляхетському соборі в Подбріжане згадується комікс і королівський чиновник Нашман, син Петруша, сина Юрислава з Каріна, якому маєтки в Драгінічах були передані Франьо Драгінічу з шляхетного роду Драгінічів, і замінений князем Ніколою або Новаком з Брибіра маєтками в Добручі Васі. Нащадків Петруша також називали Петрушевичами або Петришевичами.
У 1360 році королівський документ угорського короля Людовика I повністю підтвердив володіння маєтками в Каріні родини Лапчан, яку перед королевою Єлизаветою представляли Нашман, Юрислав, син Словінья, Радослав з Маріна, Іван з Матії, Радослав з Івана та Младена з Гргура. Свої права вони обґрунтовували даруванням короля Звоніміра Внізі Лапчан і тим, що є «справжніми його спадкоємцями та наступниками». Після цього ця гілка відокремилася і почала називати себе «Карінджани», що буквально означає «з Каріна», також записане лат. de genere Carinorum, de genere Charin, de genere Chorin, de genere Quirinorum, de Quirino, generacio Karinorum, generatio Quirinich, generatio nobilium Karinani. Прямі нащадки цих шляхтичів можна прослідкувати в історичних джерелах і до XIV та XV століть розгалужуються на кілька родин, включаючи такі, як Нашманич, Бумбич, Боринич, Корлатович, Славутинич, Стіпкович, Дражетич, Божичкович, Опланович, Маркович, Жувелич, Мрдешич, Маринич і Матіяшевич, і, можливо, Дуймович і Матанич.
Між 1379 і 1416 роками помер видатний Владіх Юрайський з Петруша, який мав дім у Задарі, маєтки в окрузі Карін і на околицях Задара, і служив суддею дворянського столу в Подграде. У 1433 році знатним присяжним суддею Луцької жупанії був Павао Корлат. У 1444 році представники Тиглича, Іван Маринович, Міховіл Корлатович, Нікола Дражетич і Ратко Божичкович, вирушили до Задара, щоб замовити будівництво церкви Святого Матвія в селі, яка з XVII століття буде сербською православною церквою Святого Миколая. З ними був споріднений Юрай Корлатович, князь шляхетського столу в племені Могоровичів у Ліці 1499, який у 1505 році купив деякі землі в Тихлічі та інші, у 1512 році був жупаном Бужанської жупанії, побудував замок Корлат(ович) і купив замок Опоровац у 1513 році. З останнім замок мав суперечку щодо власності з монастирем Св. Маргарити в Бієлі (біля Дарувару). Він був видатним у боях проти військ Османської імперії, зокрема допомагав Петру Кружичу під час облоги Кліса в 1527 році та виступав за коронацію Яноша І Заполья. Гілка Корлатовичів назавжди оселилася в XVI столітті в Задарі.
Вони мали маєтки в Каріні, Надіні, Східній Крбаві та Пуньє. Востаннє вони згадуються за іменами, як самоідентифікація, у глибинці Задара в 1498 р. і 1510 р. у Цетині.

### Відомі члени
- Нашман Петрушевич (1360—1361)
- Владіха Петрушевич (1379—1416)
- Юрай Корлатович (1499—1536)